# Japie Mulder
Pas d'image ? Cliquez ici

a Compétitions nationales et continentales officielles uniquement.

b Matchs officiels uniquement.
Dernière mise à jour le 27 mai 2025.
Jacobus Cornelius Mulder, plus connu comme Japie Mulder, né le 18 octobre 1969 à Springs (Afrique du Sud), est un ancien joueur de rugby à XV sud-africain qui a joué avec l'équipe d'Afrique du Sud entre 1994 et 2001. 
Il évoluait au poste de trois-quarts centre.
Il est devenu PDG d'une fabrique d'emballage à Johannesburg, ainsi que consultant à la télévision.

## Carrière

### En équipe nationale
Il effectue son premier test match avec les Springboks le 23 juillet 1994 à l'occasion d'un match contre l'équipe de Nouvelle-Zélande (défaite 13-9). Sa dernière cape est face à l'Italie, le 30 juin 2001.

## Palmarès

### En province
- Vainqueur de la Currie Cup en 1993.
- Vainqueur du Super 10 en 1993.

### En équipe nationale
- Vainqueur de la Coupe du monde en 1995.

## Statistiques en équipe nationale
- 34 sélections
- 6 essais (30 points).
- Sélections par année : 4 en 1994, 8 en 1995, 11 en 1996, 2 en 1997, 4 en 1999, 3 en 2000, 2 en 2001.

- Participation à la Coupe du monde en 1995 : 4 sélections (Australie, Samoa, France, Nouvelle-Zélande).